# Pui de Cinca
Pui de Cinca és un nucli de població del Ribagorça, als Prepirineus, uns 5 km al NNO del nucli de Secastella, municipi al qual pertany. Les cases estan en estat de ruïna; perquè es va obligar els habitants a desallotjar el poble per la construcció de l'embassament d'El Grado. L'església del poble és romànica, del segle xii i està dedicada a Sant Esteve; hi ha també quatre ermites: l'ermita del Romeral, de capçalera semicircular romànica, (situada a uns 300 metres al nord-oest de les ruïnes de l'església) i una nau d'època posterior, aproximadament del XVII. Posteriorment, al sud, es va afegir capella lateral.
El poble de Pui de Cinca s'alça a la vora de l'embassament del Grau i el nucli de Clamosa es troba 2,6 km més al nord, també a la vora de l'embassament.